# Письма в Журнал экспериментальной и теоретической физики
«Письма в Журнал экспериментальной и теоретической физики» (англ. Journal of Experimental and Theoretical Physics Letters (JETP Letters)) — советский и российский научный журнал в области физики. Журнал публикует краткие статьи, требующие срочной публикации и представляющие общий интерес для широкого круга читателей-физиков. К категории срочных публикаций относятся первые наблюдения новых физических явлений и теоретические работы, содержащие принципиально новые результаты.
Начал выпускаться в 1965 году для ускорения выхода в свет информации о научных открытиях вместо раздела «Письма в редакцию» журнала ЖЭТФ.
Учредителями журнала являются Российская академия наук и Институт физических проблем им. П. Л. Капицы РАН. Выходит 24 раза в год (2 тома, включающие по 12 номеров). Входит в Список научных журналов ВАК Минобрнауки России.
Главные редакторы:
- 1990—2015 — Гантмахер, Всеволод Феликсович;
- 2015—2022 — Долгополов, Валерий Тимофеевич;
- 2022 — наст. время — Пудалов, Владимир Моисеевич.